# Гін (Нідерланди)
Гін (нід. Hien) — селище в нідерландській провінції Гелдерланд. Входить до муніципалітету Недер-Бетюве.
Його площа становить 1,86км², а населення станом на 2021 рік складало 3 310 осіб.
Перша згадка про населений пункт датується кінцем 9-го сторіччя.

## Галерея

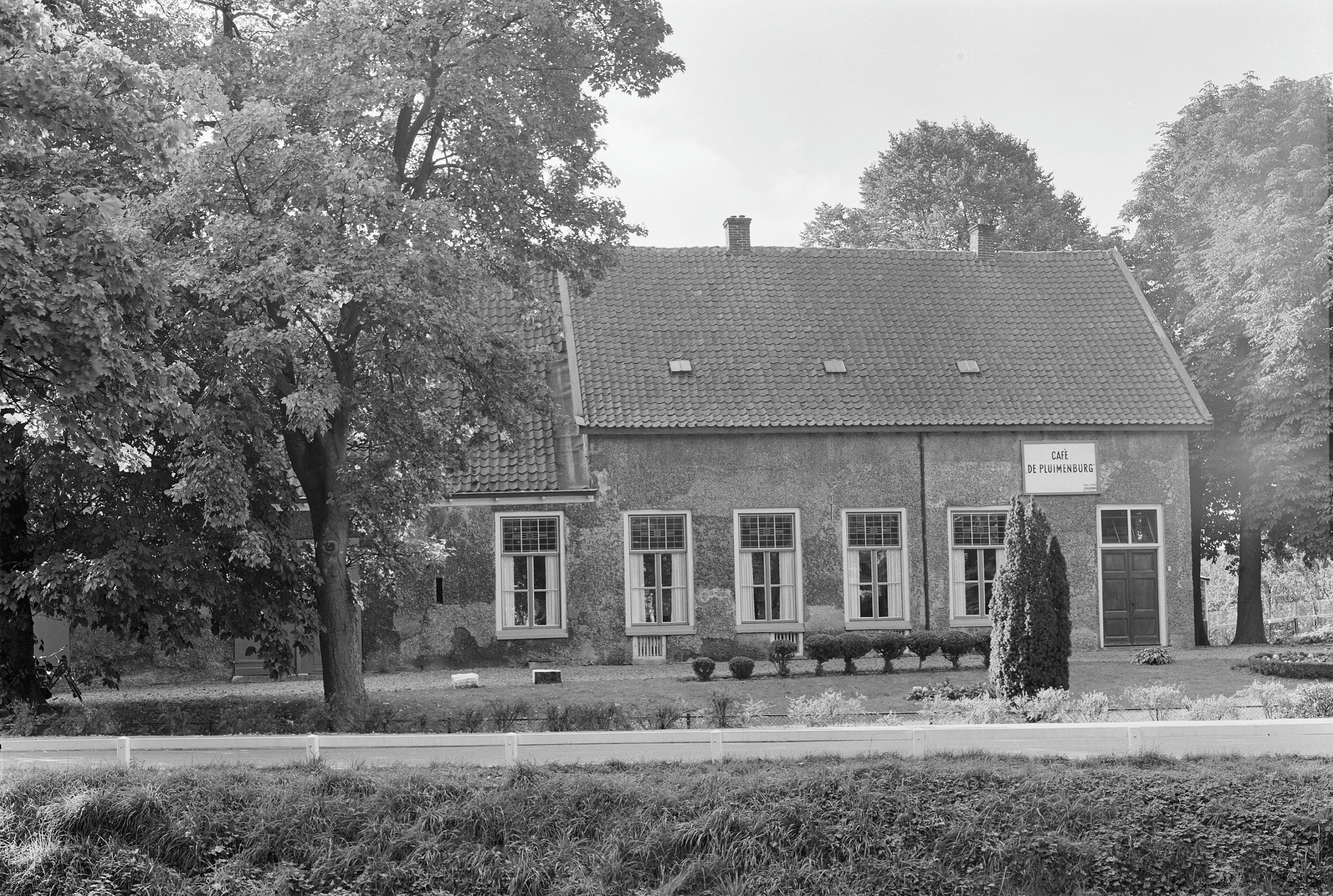
Ферма
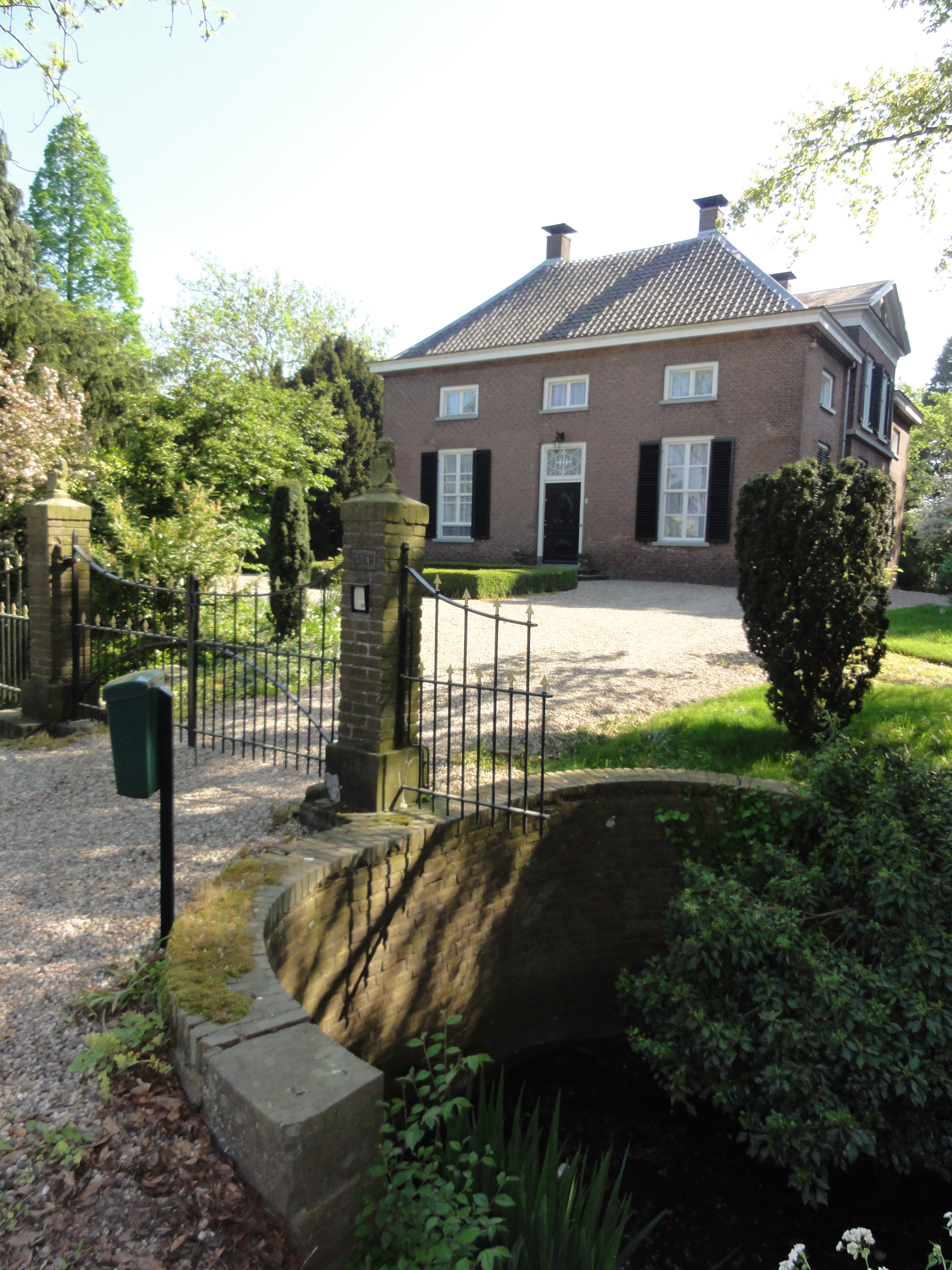
Вілла
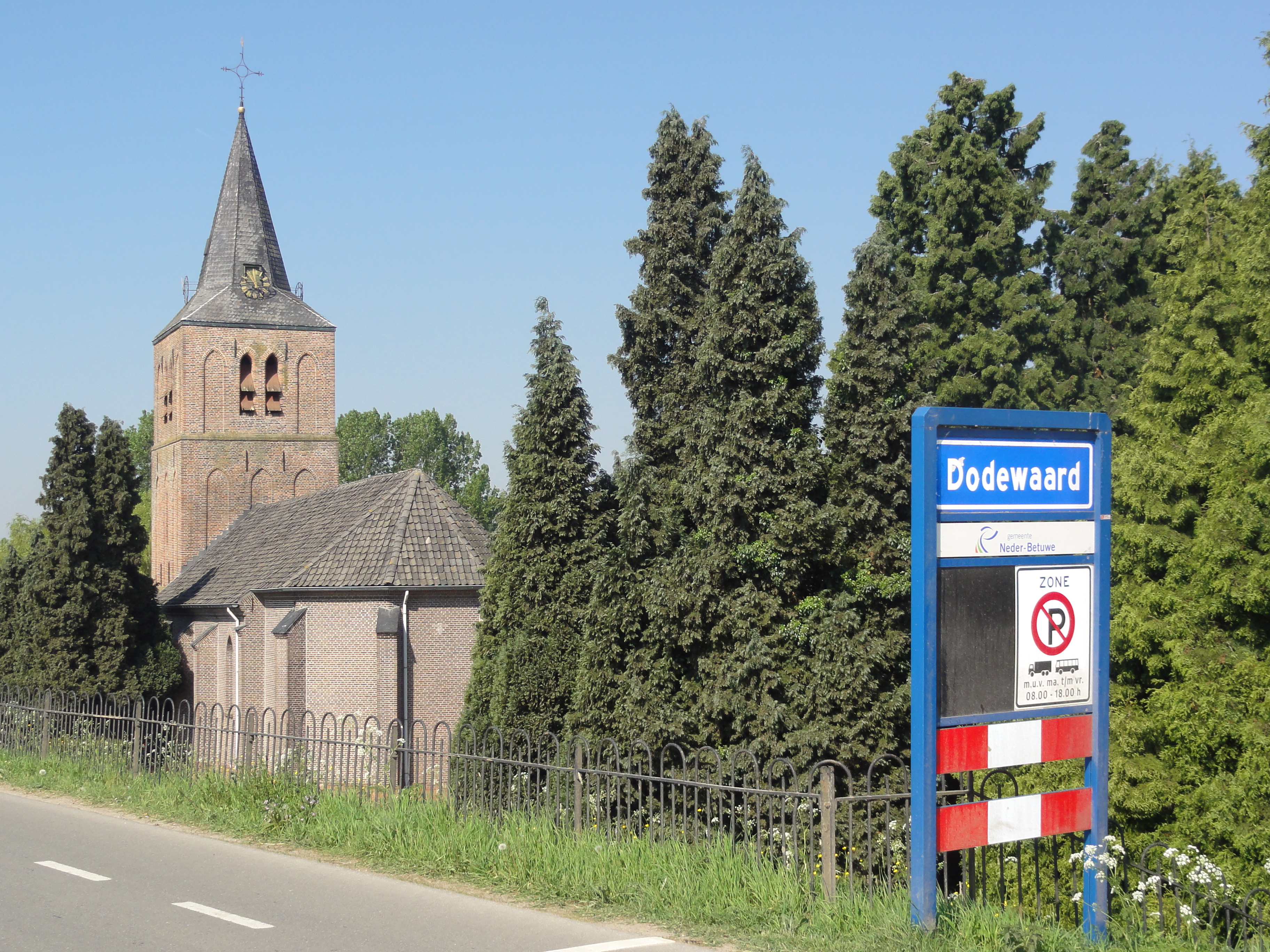